# Felix Janosa
Felix Janosa (* 1962) ist ein deutscher Komponist, Pianist, Kabarettist, Produzent und Autor. Seine bekanntesten Kompositionen sind die Songs der Musik-CDs zu den Kinderbüchern um den Ritter Rost von Jörg Hilbert und Felix Janosa. Auf seinem 1989 erschienenen Album Tauben vergiften trägt er selbstübersetzte Lieder des amerikanischen Singer-Songwriters Tom Lehrer auf Deutsch vor.

## Leben
Janosa studierte ursprünglich Schulmusik und Komposition an der Folkwang Hochschule, war aber nie als Musiklehrer tätig. Stattdessen war er von 1985 bis 1994 als Kabarettist aktiv, bevor er sich zunehmend der Produzententätigkeit widmete.
Er war Lehrbeauftragter für Didaktik und Ästhetik der populären Musik an der Westfälischen Wilhelms-Universität in Münster, Folkwanghochschule und der Musikhochschule Köln.
Als Komponist und Arrangeur arbeitete er u. a. für das Orchester des Saarländischen Rundfunks („Wer hat Angst vor Mister Werwolf?“), das WDR Sinfonie-Orchester („Ritter Rost Suite“), den WDR-Rundfunkchor („Ha Zwei Oh“), das Orchester des Bayerischen Rundfunks („Ritter Rost auf Schatzsuche“) und die Big Band der Deutschen Oper Berlin („Ritter Rost und der Schrottkönig“).
Seit dem Jahr 2011 ist er wieder als Musik-Kabarettist mit drei Solo-Programmen aktiv: „In der Hitfabrik“, „Giftschrank“ und „A bit too radical – Die bösen Lieder des Tom Lehrer“. In „A bit too radical“ kombiniert er die Lieder von Tom Lehrer mit einem historischen Abriss von 75 Jahren „deutsch-amerikanischer Freundschaft“.

## Auszeichnungen
LEOPOLD (Gute Musik für Kinder) für die Veröffentlichungen:
- „Ritter Rost“ (1997/1998)
- „Ritter Rost und das Gespenst“ (1997/1998)
- „Ritter Rost und die Hexe Verstexe“ (1997/1998)
- „Das Rap-Huhn“ (1997/1998)
- „Ritter Rost und Prinz Protz“ (1999/2000)
- „Ritter Rost macht Urlaub“ (2001/2002)
- „Der Schweinachtsmann“ (2001/2002)
- „Englisch mit Ritter Rost“ (2003/2004)
- „Radio Schrottland: Ohrwürmer“ (2003/2004)
- „Ritter Rost feiert Weihnachten“ (2005/2006)
- „Ritter Rost geht zur Schule“ (2007/2008)
- „Wer hat Angst vor Mister Werwolf?“ (2009/2010)

## Veröffentlichungen
CDs unter eigenem Namen
- 2018: A bit too radical (Fuego)
- 2015: Hitfabrik Reloaded (Fuego)
- 2014: Giftschrank (Fuego)
- 2013: Bademantel Tapes Vol. 1 Blues Demos (Fuego)
- 2013: Zeugen Janosas (Fuego)
- 2012: In der Hitfabrik (Fuego)
- 1999: Trottelmörder (Musicom)
- 1994: Doppelstunde (Royal Entertainment)
- 1992: Live im Forum (ttm records)
- 1990: Lass das Tier raus aus dir (ttm records)
- 1989: Tauben vergiften (Ari Records)

Bücher mit CD (gemeinsam mit Jörg Hilbert)
- 1994: Ritter Rost – Musical für Kinder (Carlsen, DE: Gold (Kids Award))[1]
- 1995: Ritter Rost und das Gespenst (Carlsen)
- 1996: Ritter Rost und die Hexe Verstexe (Carlsen)
- 1998: Ritter Rost und Prinz Protz (Carlsen)
- 2000: Ritter Rost macht Urlaub (Carlsen)
- 2001: Ritter Rost hat Geburtstag (Carlsen)
- 2003: Ritter Rost feiert Weihnachten (Carlsen)
- 2006: Ritter Rost geht zur Schule (Carlsen)
- 2008: Ritter Rost und die Räuber (Carlsen)
- 2010: Ritter Rost ist krank (Carlsen)
- 2012: Ritter Rost und die Zauberfee (Carlsen)
- 2013: Ritter Rost und das Haustier (Carlsen)
- 2013: Ritter Rost und der Yeti (Carlsen)
- 2014: Ritter Rost wird Filmstar (Carlsen)
- 2014: Ritter Rost im Fabelwesenwald (Carlsen)
- 2015: Ritter Rost und der Schrottkönig (Carlsen)
- 2015: Ritter Rost und der Goldene Käfer (Carlsen)
- 2016: Ritter Rost auf Schatzsuche (Carlsen)
- 2016: Ritter Rost auf Kreuzfahrt (Carlsen)
- 2017: Ritter Rost und das Sternenschiff (Carlsen)
- 2018: Ritter Rost und die neue Burg (Carlsen)
- Das Ritter Rost Wimmelbuch (Carlsen)
- Ritter Rost Kochbuch (Carlsen)
- The Rusty Movie (Langenscheidt)
- The Rusty King (Langenscheidt)
- Wer hat Angst vor Mister Werwolf (Carlsen)
- Singen mit Ritter Rost (zwei Bände, Carlsen)
- Das Rap-Huhn (Carlsen)
- Der Schweinachtsmann (Hug – Musik)

Werke für Klavier
- 12 Ragtimes (zweihdg. /vierhdg., Sonaja Music)
- A Touch of Romance (Sonaja Music)
- A Touch of Rhythm (Sonaja Music)

CDs als Produzent
- Radio Schrottland (neun Folgen, Terzio/Carlsen)
- Ritter-Rost-Hörspiele (fünfzehn Folgen, Europa Sony)
- Richie Arndt Live With Friends (Fuego)
- Richie Arndt Train Stories (Fuego)
- Richie Arndt and the Bluenatics: Rorymania (Fuego)
- Richie Arndt and the Bluenatics: Travellers (zyx)
- Richie Arndt and the Bluenatics: Voodoo (zyx)
- Dieter Kropp: Schönen Gruß vom Blues! (Fuego)
- Dieter Kropp: Herzensbrecher (sparerib)
- Jörg Kaufmann: Cool (Musicom)
- Patricia Prawit: Burgfräulein Bös Partyhits (Europa Sony)
- Patricia Prawit: Allein in einer großen Stadt (Musicom)
- Patricia Prawit: Geburtstagsparty/Weihnachtsgrüße/Tanz doch mit (Fuego)
- Patricia Prawit: Best of Patricia (Fuego)
- Alexandra Naumann: Missa (Musicom)
- Nastassya Ney: Machmaplatzda (Fuego)

Bücher mit CD (gemeinsam mit Pål H. Christiansen)
- Fjodor flippt aus (Terzio/Carlsen)
- Fjodor im freien Fall (Terzio/Carlsen)
- Fjodor und der grosse Knall (Terzio/Carlsen)

Bücher
- Ruhrpott pauschal (Fischer Taschenbuch)
- Lass das Tier raus aus dir (Pendragon)
- Hexe Huckla – das Musical (Langenscheidt)
- Das Grips-Turnier (Langenscheidt)

Musikpädagogische Werke
- Töne 1 (Schroedel)
- Töne 2 (Schroedel)
- Boom Boom (Schroedel)
- Boom Beatz (Schroedel)
- Die Musikstunde 5/6 (Diesterweg)
- Die Musikstunde 7/8 (Diesterweg)
- Die Musikstunde 9/10 (Diesterweg)
- Your Song (Diesterweg)
- Your Song 2 (Diesterweg)
- Your Song 3 – Das deutsche Songbook (Schroedel)
- Groove 1 bis 10 (Diesterweg)
- Das Rap-Huhn (Eres)
- Die singende Hyäne (Eres)
- Raptosaurus (Lugert)
- Musik und Markt (Klett)
- Musikproduktion (Klett)
- Musikinstrumente (Klett)
- Jazz (Klett)
- Harmonische Modell in der Rock- und Popmusik (Lugert)
- Start up! (Hug)
- Hit the Key! (Hug)
- Jana und das unverschämte Pianoforte (Ricordi)
- Die Wunderwelt der Klaviere (Ricordi)
- Science Fiction Piano (mit CD, Hug)
- Die Mozart-Motte (Hug)
- American Christmas (Hug)
- Unterm Mikroskop (Hug)
- Ritter Rost für Klavier (zwei Folgen Hug)
- Ritter Rost für Gitarre (zwei Folgen Hug)
- Ritter Rost für Klavier Vierhändig (zwei Folgen, Hug)
- 10 Duos For Guitar (Hug)
- 10 Duos For Electric Bass (Hug)
- 10 Duos For Guitar and Bass (Hug)
- Greetings from USA (Ricordi)
- Viva la Guitarra (Ricordi)
- Twilight Diary (Vogt & Fritz)
- Ein Mörder wird gesucht (Lugert)